# جاسوسی که به شمال رفت
جاسوسی که به شمال رفت (انگلیسی: The Spy Gone North; کره‌ای: 공작) یک فیلم درام جاسوسی محصول کره جنوبی سال ۲۰۱۸ به کارگردانی یون جونگ-بین است. هوانگ جونگ-مین، لی سونگ مین، چو جین-وونگ و جو جی هون در آن بازی کردند. این فیلم بر پایهٔ داستان واقعی پارک چه سو، یک مأمور سابق اهل کره جنوبی است که به تأسیسات هسته‌ای کره شمالی نفوذ پیدا کرد. این فیلم در ۸ اوت ۲۰۱۸ منتشر شد.